# Alicia Keys: Sweet Dreams - EP
Alicia Keys: Sweet Dreams - EP é um extended play da cantora, compositora e produtora norte-americana Alicia Keys, lançado em 28 de Novembro de 2021 atráves de seu selo independente, AK Worldwide Productions, sob licença da RCA Records.
O EP lançado exclusivamente pela Apple Music como parte do projeto, "From Apple Music With Love", contém uma “coleção de canções de ninar em áudio espacial”, incluindo os singles "Best of Me" e "Underdog" e um cover de "Over the Rainbow" com a participação de seu filho Egypt (sendo essa a música favorita dele) e de "Oh Holy Night".
Em uma postagem em suas redes sociais declarou:
| “ | "Wooooowwww doces vibrações de domingo, Egypt e eu gravamos nossa primeira música juntos Somewhere Over the Rainbow. Ouvir sua voz e seu tom hoje aos 11 anos está me surpreendendo. Tenho calafrios! Você vai adorar esta doce música e algumas outras canções de ninar que criei para dar a você um pouco de energia zen quando você precisar. Ouça nossa música no Apple Music | ” |

## Faixas
| N.º            | Título                                     | Compositor(es)                                                 | Produtor(es)   | Duração |  |
| 1.             | "Best of Me"                               | Alicia Keys                                                    | Keys           | 5:07    |  |
| 2.             | "Over the Rainbow" (participação de Egypt) | E. Harburg Harold Arlen                                        | Keys           | 2:51    |  |
| 3.             | "Underdog"                                 | Keys Johnny McDaid Ed Sheeran Foy Vance Jonny Coffer Amy Wadge | Keys           | 4:15    |  |
| 4.             | "Oh Holy Night"                            | Adolphe Charles Adam                                           | Keys           | 4:02    |  |
| Duração total: | Duração total:                             | Duração total:                                                 | Duração total: | 16:15   |  |

## Histórico de lançamento
| País   | Data                   | Formato                     | Gravadora         |
| ------ | ---------------------- | --------------------------- | ----------------- |
| Várias | 28 de Novembro de 2021 | Download digital, streaming | AK Worldwide, RCA |